# John Coltrane

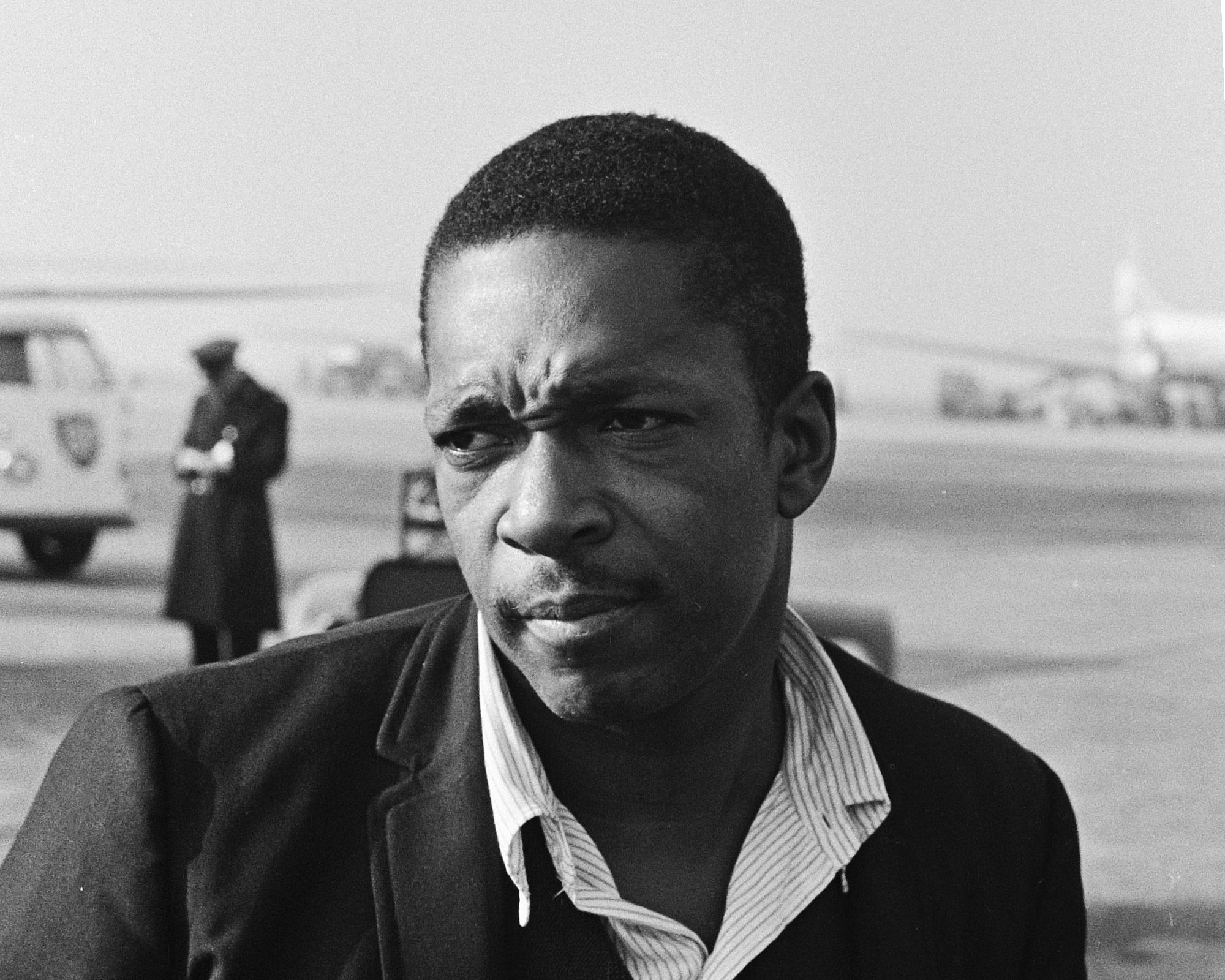
John Coltrane (1963)

John William „Trane“ Coltrane (* 23. September 1926 in Hamlet, Richmond County, North Carolina; † 17. Juli 1967 in Huntington, New York) war ein bedeutender US-amerikanischer Jazzmusiker. Anfangs spielte er Altsaxophon, ab den frühen 1950er Jahren fast ausschließlich Tenor- und ab 1960 auch Sopransaxophon. Seine Innovationen und sein inspiriertes Spiel beeinflussten die Jazzwelt nachhaltig.

## Leben und Werk

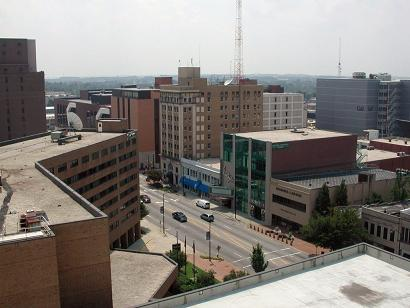
High Point (2006)

### 1926–1945 – High Point und Philadelphia
John Coltranes Mutter, Alice Gertrude Blair (1898–1977), stammte aus einer bekannten und geachteten Familie in Hamlet im Bundesstaat North Carolina; ihr Vater war Reverend William Wilson Blair, der die methodistische Episcopal Zion Church in High Point leitete. Nach ihrer Graduierung zog Alice Blair nach Hamlet und lernte die Familie des Predigers William H. Coltrane kennen. Dessen Sohn war John Robert Coltrane (1901–1939); Anfang 1925 heirateten die beiden. Coltrane war der Name weißer schottischstämmiger Familien, die den Nachnamen an ihre damaligen Sklaven weitergegeben hatten. Ein erstes Kind starb schon bald nach der Geburt; am 23. September 1926 kam John William zur Welt, dessen zweiter Vorname nach den beiden Großvätern gewählt wurde. Schon wenige Monate nach Johns Geburt zog die Familie nach High Point zu den Geschwistern der Mutter. Johns Tante Bettie und seine Cousine Mary (* 1927) wurden nun zu wichtigen Bezugspersonen; später sollte er Mary seine Komposition „Cousin Mary“ widmen.
John wuchs in einem geordneten Umfeld auf, das stark durch die Blair-Verwandtschaft und das religiöse Milieu der Methodisten-Gemeinde bestimmt war, während die Familie Coltrane eine weniger bedeutsame Rolle spielte. Über den Großvater kam Coltrane schon als kleines Kind mit geistlicher Musik in Berührung. Seine Familie war musikalisch, sein Vater spielte mehrere Instrumente. Mit zwölf Jahren bekam er von den Eltern seine erste Klarinette geschenkt und nahm klassischen Musikunterricht. Bis zu seinem zwölften Lebensjahr soll seine Kindheit sehr glücklich gewesen sein; eine Reihe von Todesfällen überschattete schließlich das Jahr 1939; so starben kurz hintereinander erst seine Tante, im Januar sein Vater an Magenkrebs; im April seine Großmutter. In dieser Zeit wurde die Musik zu einem wichtigen Bestandteil des jungen Coltrane. Ab September 1939 besuchte er die Highschool.
Nach dem Tod des Vaters, der in einer Wäscherei gearbeitet hatte, geriet die Familie in finanzielle Schwierigkeiten; während John sein letztes Jahr auf der Highschool verbrachte, zog Alice 1942 nach Philadelphia, wo sie eine Anstellung als Dienstmädchen fand; die Mutter konnte das Geld für die Musikschule gerade so aufbringen.

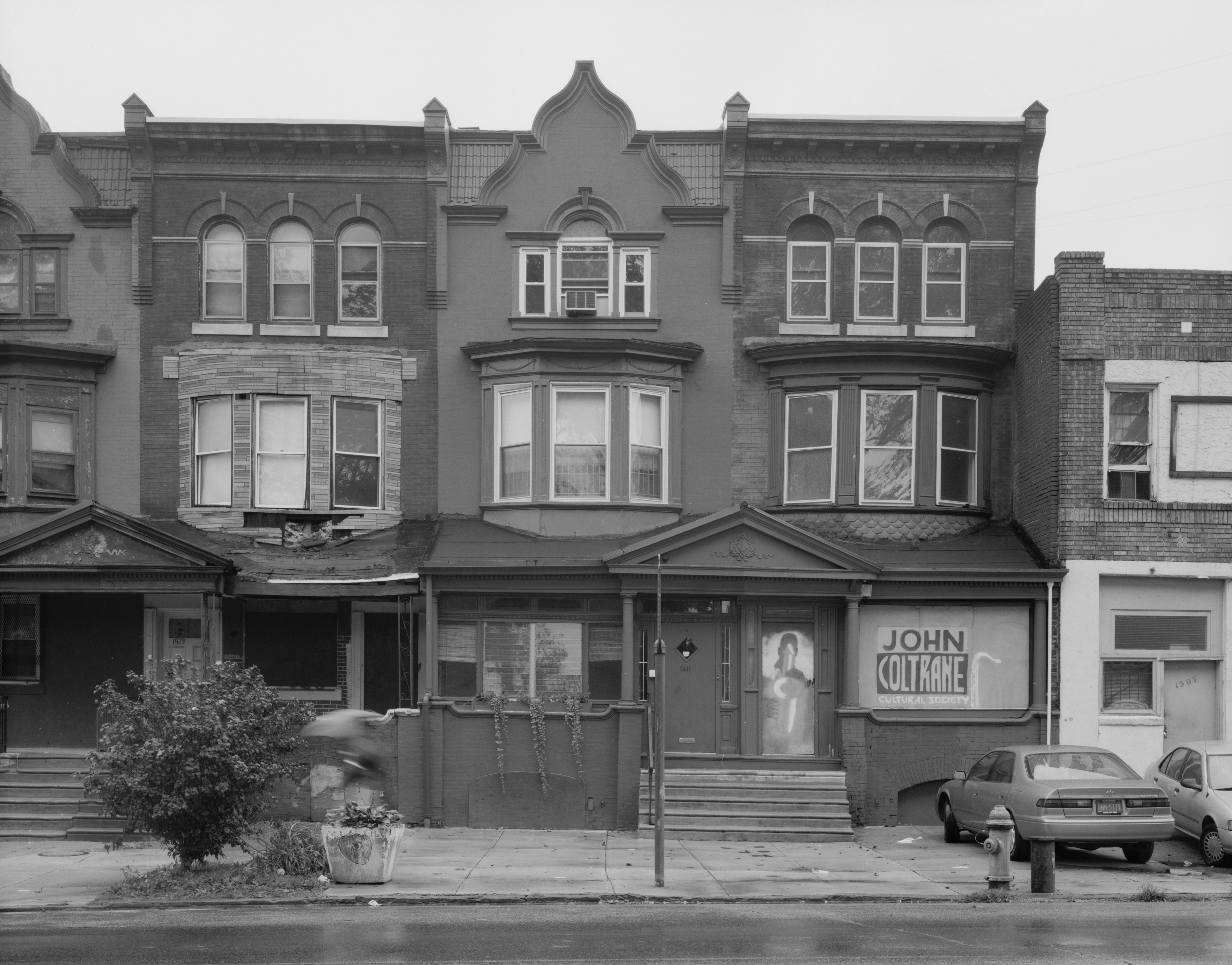
Das Wohnhaus von John Coltrane in der North Thirty-Third Street von Philadelphia

Ihr Sohn, beschrieben als ruhiger und eher stiller Schüler, spielte schon bald im Schulorchester und Fußball. In der Highschool-Zeit lernte er Altsaxophon und machte erste Gehversuche im Jazz, beeinflusst durch schwarze Swing-Bands, die im Radio gesendet wurden, vor allem aber durch Lester Young, der als einer der ersten gängige Swingklischees vermied.
Nach seiner Graduierung im Mai 1943 zog auch John mit zwei Freunden nach Philadelphia. Bis zu seiner Einberufung zum Militärdienst fand er Arbeit in einer Zuckerraffinerie; daneben nahm er Unterricht an der Ornstein School of Music bei Mike Guerra, der ursprünglich Klarinettist war. John Coltrane kehrte in den folgenden Jahren nur noch selten in seinen Heimatstaat zurück; er bevorzugte den Norden auch wegen der weniger starken Rassendiskriminierung. Dennoch wirkte sich die Bindung an North Carolina weiterhin aus; seine erste Frau, Naima, stammte von dort und Coltrane arbeitete fortan mit einer Reihe von Musikern mit familiären Bindungen nach North Carolina, wie mit Dizzy Gillespie, Thelonious Monk, Jimmy Heath und McCoy Tyner. 1958 schrieb Coltrane den Titel „Goldsboro Express“, benannt nach einer Stadt in North Carolina; seine späte Komposition „Welcome“ nimmt auch Bezug auf eine Kleinstadt in der Nähe seines Heimatortes High Point.

### 1945–1950 – Beginn der Karriere

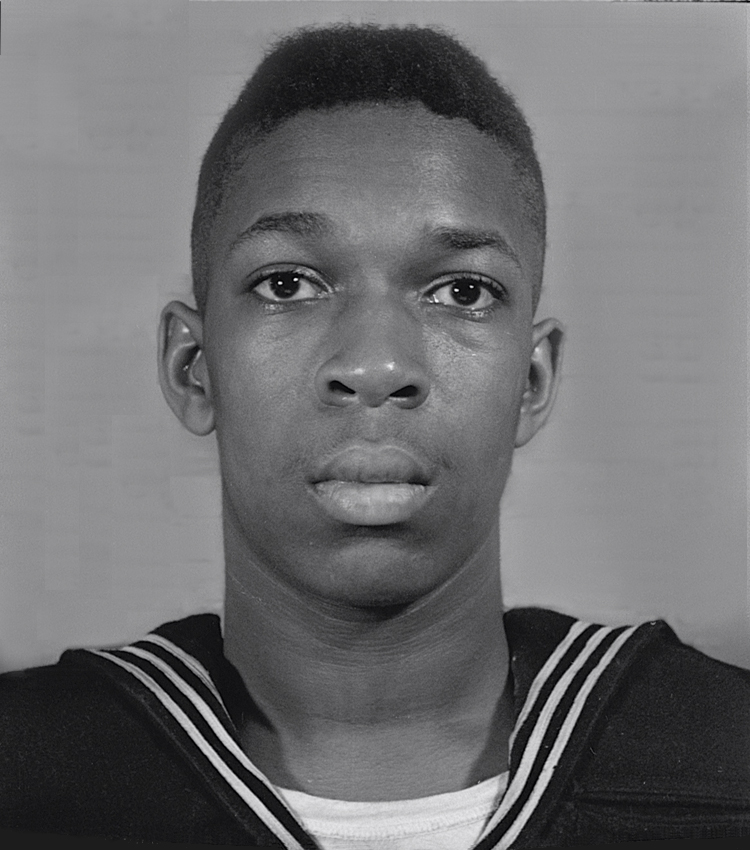
John Coltrane bei der US Navy (1945)

1945 bekam er einen ersten Job in einer Tanz-Band, bevor er in die Navy eingezogen wurde. Als er auf Hawaii stationiert war, spielte er in einer Jazzband. 1946 wurde er aus dem Dienst entlassen und studierte bei dem Gitarristen und Komponisten Dennis Sandole Jazz-Theorie, was er bis in die 1950er Jahre fortsetzte. Zunächst spielte er Altsaxophon, war Mitglied der Joe Webb-Bluesband, die die Sängerin Big Maybelle begleitete und wechselte dann bei Eddie Vinson zum Tenorsaxophon, da dieser keinen weiteren Altsaxophonisten neben sich duldete. Coltrane äußerte sich später zu diesem Punkt: „a wider area of listening opened up for me. There were many things that people like Hawk, and Ben, and Tab Smith were doing in the ’40s that I didn’t understand, but that I felt emotionally.“
Ein weiterer wichtiger Punkt seiner musikalischen Entwicklung war das erste Erlebnis eines Charlie-Parker-Konzerts am 5. Juni 1945. In einem Down Beat Artikel schrieb er 1960: „the first time I heard Bird play, it hit me right between the eyes.“ Parker wurde darauf zu seinem frühen Vorbild; die beiden spielten auch Ende der 1940er-Jahre gelegentlich miteinander. Hierbei kam es auch 1947 zur ersten Session im New Yorker Audubon Ballroom mit Miles Davis, der für den weiteren Verlauf seiner Karriere immens wichtig werden sollte. In dieser Zeit entstand auch sein Spitzname „Trane“, wie man anhand von zeitgenössischen Briefwechseln feststellte. Coltranes Ausflüge nach New York blieben aber die Ausnahme; sein Hauptbetätigungsfeld blieb die lokale Szene in Philadelphia. Anfang des Jahres 1945 entstanden dort die ersten Aufnahmen, an denen Coltrane mitwirkte; er spielte dabei in der Jimmy Johnson Big Band, die ein inzwischen vergessener Schlagzeuger leitete, in der aber auch Benny Golson, Ray Bryant und Tommy Bryant spielten.
In der Musikerszene kam er mit Heroin in Berührung, das damals eine Modedroge war und wurde abhängig. Dennoch behielt er auch in dieser Zeit ein tägliches Übungspensum von mehreren Stunden bei. Nachdem er noch in Philadelphia eine kurzlebige Formation mit Jimmy Heath, Benny Golson und Cal Massey gegründet hatte, trat er in New York mit Howard McGhee im Apollo Theater auf; Anfang 1949 dann im Audubon Ballroom mit Bud Powell, Art Blakey und Sonny Rollins. Dann wurde er durch Vermittlung von Jimmy Heath 1949 Mitglied der Dizzy Gillespie Big Band, allerdings schnell wieder entlassen, weil Dizzy Gillespie Coltranes Drogensucht nicht akzeptierte. Zuvor entstanden im November 1949 Aufnahmen für Capitol. In der Musikerszene gab man ihm den Spitznamen Country Boy, weil er oft barfuß lief.
Nach seinem Rauswurf fand er Arbeit in der Rhythm-and-Blues-Band von Earl Bostic, mit dem auch einige Aufnahmen entstanden. Nach einem Gastspiel in einer Showband kehrte er nach Philadelphia zurück und hatte kurze Engagements in lokalen R&B-Bands. Auch probte er zunächst viel mit dem exzentrischen Pianisten Hasaan Ibn Ali, der ihn auch harmonisch beeinflusste.
1954 lernte er Naima (Juanita) Grubbs, seine erste Frau, kennen und fand Arbeit im Orchester seines früheren Idols, des Altsaxophonisten Johnny Hodges, dessen lyrische Spielweise und Klangfarbe zu Coltranes wichtigsten Einflüssen zählen. Er blieb bis 1955 in der Hodges-Band. Kurze Engagements bei Shirley Scott und Jimmy Smith folgten, bevor ihn Miles Davis auf Vorschlag von Philly Joe Jones anfragte. In Baltimore fanden erste Probenaufnahmen statt; dort heirateten Coltrane und Naima am 3. Oktober 1955.

### 1955–1960 – Miles Davis Quintett
Der Eintritt in das legendäre (erste) Miles-Davis-Quintett bedeutete für Coltrane den Durchbruch; Davis war zu diesem Zeitpunkt bereits ein Star. Coltrane spielte Tenorsaxophon, behielt dabei aber die Intonation des Alt bei und entwickelte seinen charakteristischen Klang. Erste Aufnahmen („Budo“ und „Little Melonae“) entstanden Ende Oktober für Columbia, obwohl Davis noch bei Prestige unter Vertrag stand, als Miles Davis All-Stars. Doch bereits im Herbst des folgenden Jahres warf Davis Coltrane wegen dessen Drogensucht aus der Band. Coltrane zog sich zurück und konnte mit Hilfe seiner Frau vom Heroin loskommen. Daneben entstanden 1956 Prestige-Sessions mit Elmo Hope, Sonny Rollins („Tenor Madness“), Tadd Dameron (Mating Call), Idrees Sulieman und Paul Chambers.
Ein Jahr nach seinem Drogenentzug kehrte er auf die Bühne zurück und stürzte sich mit neuer Energie in die Arbeit. Er arbeitete mit Thelonious Monk (Live at the Five Spot: Discovery!), mit dem er im Oktober 1957 das Album Monk’s Music aufnahm. Aus dem Zusammenspiel mit Monk brachte er die an den Kirchentonarten orientierten Skalen, die sogenannten „Modi“ ein. Diese „modale“ Spielweise ersetzt die herkömmliche, an Harmoniefolgen gebundene Improvisation. In der Folge wurden Coltranes Soli immer länger und ekstatischer. In den Jahren 1957 und 1958 entstanden eine große Reihe hastig eingespielter Coltrane-Alben für Prestige im Stile von Blowing Sessions. Unter diesen ist einzig Blue Train – im September 1957 mit einer Bläsergruppe aus Curtis Fuller und Lee Morgan für Blue Note Records eingespielt – bemerkenswert.
In jenen Jahren von etwa 1957 bis 1960 perfektionierte er eine neue Spielweise, die der Jazz-Kritiker Ira Gitler „sheets of sound“ nannte, Klangflächen. Dabei verdichtete Coltrane ungewöhnlich akzentuierte Arpeggios zu verflochtenen Soundmustern hoher Virtuosität. In Augenblicken höchster Intensität nahm sein Spiel die Qualität von Urlauten an. Der besondere Reiz dieser Technik besteht darin, dass die Musik vielsagend wird, weil oft nicht klar ist, in welcher Tonart Coltrane genau spielt. Wichtig ist, dass der Pianist eingewiesen ist. In dieser Zeit trat Coltrane – mehr oder weniger notgedrungen, denn er benötigte Material für seine neue Spielweise – als Komponist hervor. Anfang 1958 hatte er ein gemeinsames Quintett mit dem Flügelhornisten Wilbur Harden (Mainstream 1958). Von 1958 bis 1960 spielte er wieder im Davis-Quintett. Die beiden herausragenden Alben Milestones und Kind of Blue entstanden.

### 1960er Jahre

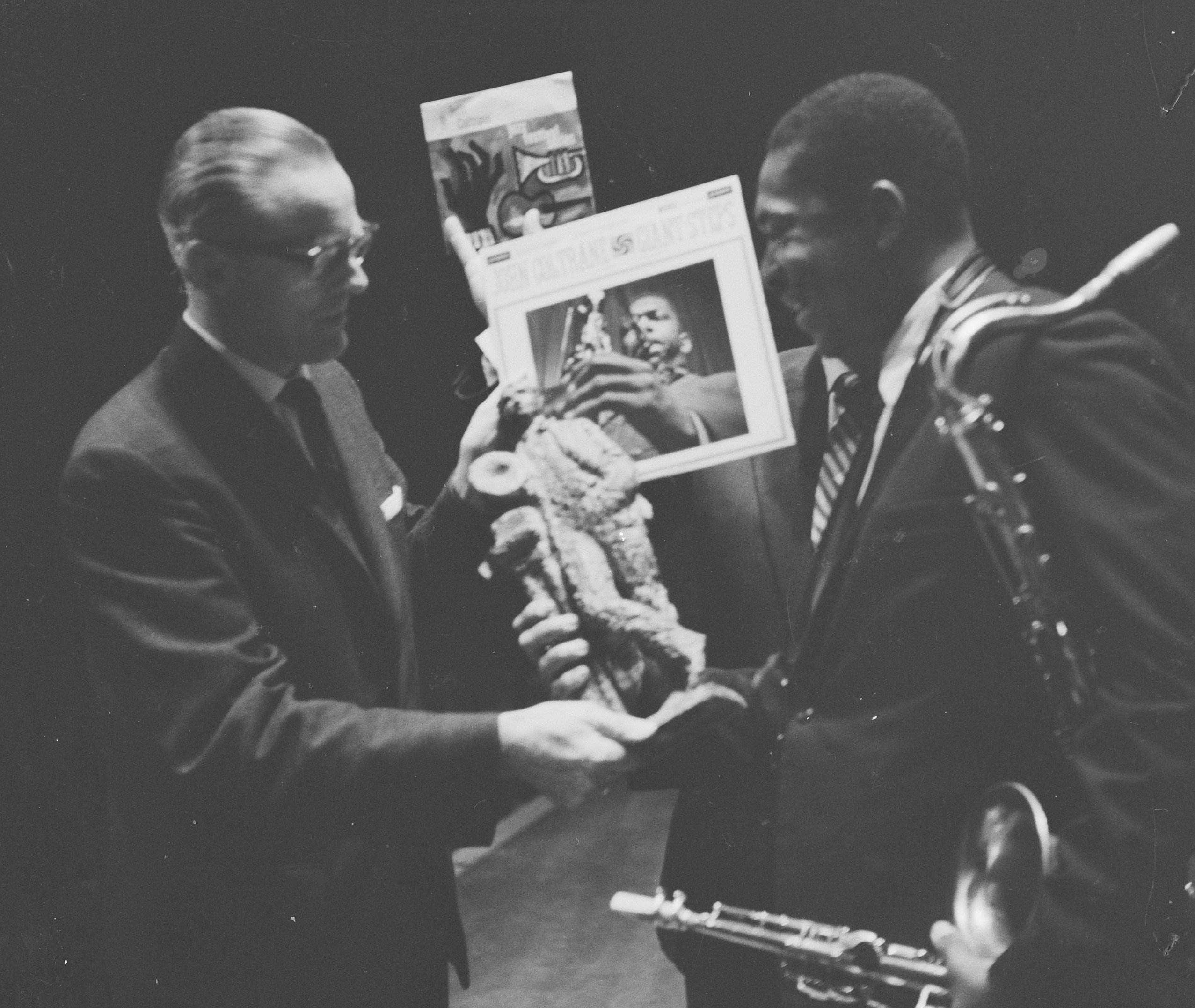
Für sein Album Giant Steps wurde John Coltrane 1961 in Amsterdam mit einem Edison ausgezeichnet

Im Jahr 1959 entstanden erste Aufnahmen für das Label Atlantic Records, zunächst mit Milt Jackson (Bags & Trane). 1960 erschien sein Album Giant Steps – ein Titel, der durchaus wörtlich zu nehmen ist. 1961 wurde dann My Favorite Things veröffentlicht. Das Titelstück dieses Albums (im Drei-Viertel-Takt) stammt aus dem Rodgers-und-Hammerstein-Musical The Sound of Music. Coltrane spielte Sopransaxophon und verhalf diesem im Jazz seit längerer Zeit relativ selten gespielten Instrument damit zu einer Renaissance.
Dieser Erfolg machte das John Coltrane Quartet neben Miles Davis’ Quintett zu einer der einflussreichsten Jazz-Gruppen der 1960er-Jahre. Neben Coltrane bestand die klassische Besetzung aus McCoy Tyner (Piano) sowie Elvin Jones (Schlagzeug). Jimmy Garrison löste im Herbst 1961 seine Vorgänger am Bass, Steve Davis und Reggie Workman, ab und vervollständigte das Quartett. Diese Besetzung sollte sich nun für die nächsten Jahre nicht verändern.
Bei einigen Liveaufnahmen im Village Vanguard wirkte auch der Avantgarde-Saxophonist Eric Dolphy mit, der zuvor bereits mit Ornette Coleman und Charles Mingus zusammengespielt hatte. Die Mitschnitte aus dem Village Vanguard verstörten zahlreiche Jazzkritiker, führten zu einer Kontroverse im Down Beat und zum Ausscheiden Dolphys im März 1962. Danach entstanden zwei eher konservative Alben, Coltrane und Ballads. Seine Auftritte auf dem Newport Jazz Festival in den Jahren 1963 (mit Roy Haynes) und 1965 sind auf der 2007 erschienenen Edition My Favorite Things: Coltrane at Newport dokumentiert.
Einige der bekanntesten Fotografien von Coltrane stammen von Robert Freeman.
Coltrane sprengte den Rahmen des herkömmlichen Jazz und nahm in sein Spiel afrikanische und orientalische Einflüsse auf. Eine der wichtigsten Platten mit dem klassischen Quartett ist die Suite A Love Supreme aus dem Jahre 1964 (Impulse!), bei welcher Coltranes spirituelle Ausrichtung deutlich wird, die sich im vorangegangenen melancholischen Album Crescent andeutete. Coltrane, der auch den psalmenartigen Text schrieb und sang, schuf das Werk nach Lektüre des Buchs The Greatest Thing in the World von Henry Drummond, einem evangelikalen Autor des 19. Jahrhunderts.
In der zweiten Hälfte der 1960er-Jahre orientierte sich John Coltrane immer stärker am offenen Spiel des Free Jazz. Elvin Jones wurde durch den Schlagzeuger Rashied Ali, der auch ungebundene Metren spielte, erst ergänzt, später dann ersetzt; für McCoy Tyner kam Coltranes zweite Frau Alice Coltrane (sie spielte Piano und Harfe, ein im Jazz selten vertretenes Instrument). Zumeist verstärkte der Saxophonist Pharoah Sanders die Intensität der Saxophonklänge, wie in seinem letzten aufgezeichneten Konzert im April 1967 (The Olatunji Concert).
Lebenslang war Coltrane auf der Suche nach neuen Klängen. Seine künstlerische Existenz erläuterte er dahingehend, dass er die Menschen mit all seiner Kraft seelisch aufrichten wolle. Er verstand seine Musik als Anregung, seine Energiequellen vollkommen freizusetzen, um ein sinnvolles Leben zu gestalten. Dabei blieb sein Stil immer eigenständig und in seiner Geschwindigkeit und Komplexität unvergleichlich. Er veröffentlichte innerhalb von zwölf Jahren etwa 50 Aufnahmen mit seiner eigenen Band und ein Dutzend mit anderen Bands.

### Privates
John und Alice Coltrane hatten drei gemeinsame Kinder, den Schlagzeuger John Coltrane Jr. (* 1964; 1982 bei einem Autounfall tödlich verunglückt) und die Saxophonisten Ravi (* 1965) und Oran (* 1967).

#### Tod
John Coltrane starb 1967, offiziell an Leberkrebs. Miles Davis merkte an, dass Coltrane vor seinem Tod stark an Gewicht zugenommen habe, er aber nicht wusste, dass Coltrane krank sei. Lewis Porter geht davon aus, dass der heroinsüchtige Coltrane sich an einer Kanüle mit 
Hepatitis infizierte, was zu einer Leberzirrhose führte, welche dann im Leberkrebs mündete.

## Stil
Coltranes eigener Stil entwickelte sich in der Ära des Modern Jazz vom Hard Bop bis zum Modalen Jazz und geht schließlich zum Free Jazz über. In der zweiten Hälfte der 1950er Jahre entfaltete er, unter anderem von Dexter Gordon beeinflusst und über Charlie Parker hinausgehend, seine eigene Spielweise, die einen sehr durchdringenden hellen Klang auf seinem Tenorsaxophon mit extremer rhythmischer Verdichtung der Notenwerte verband, bei gleichzeitiger Erweiterung und Verfeinerung des Bebop-Vokabulars im harmonisch-melodischen Bereich. Diese Spielweise wurde von dem amerikanischen Jazzkritiker Ira Gitler mit dem Begriff „sheets of sounds“ (Übersetzung: „Klangflächen“) bezeichnet. Nachdem Coltrane durch seine Zusammenarbeit mit Miles Davis die modale Spielweise kennengelernt hatte, vertiefte er sich in zunehmendem Maße in Experimente mit Skalen. Auch von der indischen Musik (Ravi Shankar) beeinflusst fiel die Wahl des Vornamens für einen seiner Söhne auf Ravi, Ausdruck seiner Bewunderung für den Sitar-Virtuosen. Ab Mitte der 1960er Jahre öffnete er sich freien Spielformen, wie etwa auf dem Album Ascension (1965), und erforschte in seinem Spiel die sich ihm dadurch bietenden Möglichkeiten konsequent. All diese Erkundungen und Erkenntnisse fanden Eingang in seine letzte Aufnahme Expression, die von vielen als Vermächtnis gesehen wird.

## Ehrungen
- Seine Aufnahme Lush Life mit Johnny Hartman, aus dem Album John Coltrane and Johnny Hartman (1963) sowie die Alben Blue Train (1957), Giant Steps (1960), A Love Supreme (1964), My Favorite Things (1961) und Thelonious Monk with John Coltrane (1961) wurden in die Grammy Hall of Fame aufgenommen.[11]
- Für sein Album Giant Steps wurde John Coltrane 1961 in Amsterdam mit einem Edison ausgezeichnet.
- Die 1971 in San Francisco gegründete Saint John Coltrane African Orthodox Church verehrt den Musiker als einen Heiligen.
- Nach ihm wurde der Asteroid Coltrane benannt.
- Der schottische Schauspieler Anthony Robert McMillan nannte sich John Coltrane zu Ehren „Robbie Coltrane“.
- Chasing Trane: The John Coltrane Documentary ist ein US-amerikanischer Film aus dem Jahr 2016 von John Scheinfeld. Denzel Washington erzählt das Leben von Coltrane; der Film enthält Interviews mit Bewunderern wie Wynton Marsalis, Sonny Rollins, Bill Clinton und Cornel West.[12][13]
- Der französische Musiker Christian Vander betrachtet Coltrane als sein größtes musikalisches Vorbild, dem er sein 2011 veröffentlichtes Album John Coltrane L'Homme Suprême als Hommage widmete.[14]

## Rezeption
„Was an John Coltranes Soli auch heute noch fasziniert, ist seine große melodische Gestaltungskraft, die Art und Weise, wie er sich souverän abwechselnd innerhalb und außerhalb der üblichen Akkord-Folge bewegt. Anders als andere Musiker seiner Zeit war ihm nicht daran gelegen, sich als jemand zu inszenieren, der etwas des reinen Spiels wegen dekonstruiert. Er hatte so viel an Kreativität und Einfallsreichtum zu verschwenden, daß er damit alles – jeden Ton, jede Akkordfolge, jede Fremdkomposition – mit neuer Bedeutung aufladen konnte.“

## Entwicklung des „John Coltrane Quartet“
Zur Bandgeschichte siehe John Coltrane Quartet.

## Aufnahmen (Auswahl)
| 1957–1958 – Die Prestige-Jahre - 1957: Traneing In (Prestige) - 1957: Blue Train (Blue Note Records, US/UK: Gold) - 1958: Soultrane (Prestige) - 1958: Mainstream 1958 (Savoy) 1959–1964 – Die Atlantic-Jahre - 1959: Giant Steps (Atlantic, US: Gold) - 1959–1960: Coltrane Jazz (Atlantic, 1961) - 1960: My Favorite Things (Atlantic, US: Gold) - 1960: The Final Tour: The Bootleg Series, Vol. 6 (mit Miles Davis, Columbia, ed. 2018) - 1964: Coltrane’s Sound 1961–1965 – Die Impulse!-Jahre - 1961: Evenings at the Village Gate (Impulse, ed. 2023) - 1961: Africa/Brass (Impulse!) - 1961: Evenings at the Village Gate (Impulse!, ed. 2023) - 1961: Coltrane „Live“ at the Village Vanguard (Impulse!) - 1962: Ballads (Impulse!) - 1962: Coltrane (Impulse!) | - 1963: Afro Blue Impressions (Pablo, ed. 1977) - 1963: Live at Birdland (Impulse!) - 1963: Both Directions at Once: The Lost Album (Impulse!, ed. 2018) - 1964: Blue World (Impulse!, ed. 2019) - 1964: Crescent (Impulse!) - 1964: A Love Supreme (Impulse!, UK: Gold, US: Platin) - 1965: A Love Supreme: Live in Seattle (Impulse!, ed. 2021) - 1965: The John Coltrane Quartet Plays (Impulse!) - 1965: First Meditations (For Quartet) (Impulse, ed. 1977) - 1965: Live at the Half Note: One Down, One Up (Impulse!, 2005) 1965–1967 – Das Spätwerk - 1965: Meditations (Impulse!) - 1965: Ascension (Impulse!) - 1965: Sun Ship (Impulse!, 1971) - 1965: Om (Impulse!, 1967) - 1967: Expression (Impulse!) - 1967: Stellar Regions (Impulse!, 1995) - 1967: Interstellar Space (Impulse!, 1972) |

## Chartplatzierungen
| Jahr | Titel                                                                  | Höchstplatzierung, Gesamtwochen, AuszeichnungChartplatzierungen (Jahr, Titel, Platzierungen, Wochen, Auszeichnungen, Anmerkungen) | Höchstplatzierung, Gesamtwochen, AuszeichnungChartplatzierungen (Jahr, Titel, Platzierungen, Wochen, Auszeichnungen, Anmerkungen) | Höchstplatzierung, Gesamtwochen, AuszeichnungChartplatzierungen (Jahr, Titel, Platzierungen, Wochen, Auszeichnungen, Anmerkungen) | Höchstplatzierung, Gesamtwochen, AuszeichnungChartplatzierungen (Jahr, Titel, Platzierungen, Wochen, Auszeichnungen, Anmerkungen) | Höchstplatzierung, Gesamtwochen, AuszeichnungChartplatzierungen (Jahr, Titel, Platzierungen, Wochen, Auszeichnungen, Anmerkungen) | Anmerkungen                 |
| Jahr | Titel                                                                  | DE | AT | CH | UK | US | Anmerkungen                 |
| ---- | ---------------------------------------------------------------------- | --- | --- | --- | --- | --- | --------------------------- |
| 1967 | Expression                                                             | — | — | — | — | US194 (3 Wo.)US |                             |
| 1971 | Sun Ship                                                               | — | — | — | — | US186 (3 Wo.)US |                             |
| 2005 | At Carnegie Hall                                                       | — | — | — | — | US107 (14 Wo.)US | mit Thelonious Monk Quartet |
| 2008 | Opus Collection: A Man Called Trane                                    | — | — | — | — | US107 (7 Wo.)US |                             |
| 2018 | The Final Tour – Copenhagen, March 24, 1960: The Bootleg Series Vol. 6 | DE87 (1 Wo.)DE | AT55 (1 Wo.)AT | CH59 (1 Wo.)CH | — | US187 (1 Wo.)US | mit Miles Davis             |
| 2018 | Both Directions at Once – The Lost Album                               | DE3 (9 Wo.)DE | AT6 (8 Wo.)AT | CH4 (8 Wo.)CH | UK15 (2 Wo.)UK | US21 (3 Wo.)US |                             |
| 2019 | Blue World                                                             | DE21 (2 Wo.)DE | AT30 (1 Wo.)AT | CH45 (2 Wo.)CH | — | US78 (1 Wo.)US |                             |
| 2021 | A Love Supreme – Live in Seattle                                       | DE20 (2 Wo.)DE | AT25 (1 Wo.)AT | CH13 (3 Wo.)CH | UK83 (1 Wo.)UK | US78 (1 Wo.)US |                             |
| 2022 | Live at the Village Vanguard                                           | DE59 (1 Wo.)DE | — | — | — | — |                             |
| 2022 | Crescent                                                               | DE38 (1 Wo.)DE | — | — | — | — |                             |
| 2022 | Duke Ellington & John Coltrane                                         | DE31 (1 Wo.)DE | — | — | — | — | mit Duke Ellington          |
| 2022 | John Coltrane and Johnny Hartman                                       | DE57 (1 Wo.)DE | — | — | — | — | mit Johnny Hartman          |
| 2022 | Blue Train                                                             | DE12 (2 Wo.)DE | AT31 (1 Wo.)AT | CH21 (1 Wo.)CH | — | US95 (1 Wo.)US |                             |
| 2023 | Evenings at the Village Gate                                           | DE13 (1 Wo.)DE | — | CH45 (1 Wo.)CH | — | US156 (1 Wo.)US | mit Eric Dolphy             |

grau schraffiert: keine Chartdaten aus diesem Jahr verfügbar

## Kompositionen (Auswahl)
- Moment’s Notice, 1957[17]
- 26-2, 1964
- After the Rain, 1963
- Alabama, 1963 (Zum Gedenken an den Anschlag auf die 16th Street Baptist Church, und Prince bezeichnete das Stück als einen von 55 Songs, die ihn musikalisch inspiriert haben)
- Brazilia, 1965
- Central Park West, 1960
- Cousin Mary, 1959
- Giant Steps, 1960
- Like Sonny, 1959
- Naima, 1959
- Syeeda’s Song Flute, 1959
- Impressions, 1961
- India, 1961
- Tunji, 1962
- Welcome, 1966